# Бартош Босацький
Бартош Босацький (пол. Bartosz Bosacki, нар. 20 грудня 1975, Познань, Польська Народна Республіка) — польський футболіст.
Насамперед відомий виступами за клуб «Лех», а також за національну збірну Польщі.

## Клубна кар'єра
У дорослому футболі дебютував 1995 року виступами за команду клубу «Лех», в якій провів три сезони, взявши участь у 85 матчах чемпіонату. 
Згодом з 1998 до 2006 року грав у складі команд клубів «Аміка», «Лех» та «Нюрнберг».
2006 року повернувся до клубу «Лех», за який відіграв 5 сезонів. Більшість часу, проведеного у складі «Леха», був гравцем основного складу команди. Завершив професійну кар'єру футболіста виступами за команду «Лех» у 2011 році.

## Виступи за збірну
2002 року дебютував в офіційних матчах у складі національної збірної Польщі. Протягом кар'єри у національній команді, яка тривала 8 років, провів у формі головної команди країни лише 20 матчів, забивши 2 голи.
У складі збірної був учасником чемпіонату світу 2006 року у Німеччині.

## Титули і досягнення
- Чемпіон Польщі (1):

«Лех»: 2009-10
- Володар Кубка Польщі (4):

«Аміка»: 1998-99, 1999-2000
«Лех»: 2003-04, 2008-09
- Володар Суперкубка Польщі (3):

«Аміка»: 1998
«Лех»: 2004, 2009